# Mueang Suang (huyện)
Mueang Suang (tiếng Thái: เมืองสรวง) là một huyện (amphoe) của tỉnh Roi Et, ở đông bắc Thái Lan.

## Địa lý
Huyện nằm ở miền trung tỉnh Roi Et. Các huyện giáp ranh (từ phía bắc theo chiều kim đồng hồ) là: At Samat, Suwannaphum, Kaset Wisai và Chaturaphak Phiman.

## Lịch sử
Suang là một trong những 11 Mueang của quốc gia-thành phố thuộc Mueang Roi Et.
Tiểu huyện (king amphoe) đã được lập ngày
ngày 15 tháng 3 năm 1973, khi ba tambon Nong Phue, Nong Hin và Khu Mueang được tách ra từ Suwannaphum. Đơn vị này đã được nâng cấp thành huyện ngày 25 tháng 3 năm 1979.

## Hành chính
Huyện này được chia thành 5 phó huyện (tambon), các đơn vị này lại được chia ra thành 49 làng (muban). Mueang Suang là thị trấn (thesaban tambon) và nằm trên the tambon Mueang Suang và một phần Nong Phue. Có 3 Tổ chức hành chính tambon (TAO).
| STT. | Tên          | Tên Thái | Số làng | Dân số |  |
| ---- | ------------ | -------- | ------- | ------ |  |
| 1.   | Nong Phue    | หนองผือ   | 9       | 4.587  |  |
| 2.   | Nong Hin     | หนองหิน   | 10      | 4.754  |  |
| 3.   | Khu Mueang   | คูเมือง    | 10      | 5.173  |  |
| 4.   | Kok Kung     | กกกุง     | 11      | 4.179  |  |
| 5.   | Mueang Suang | เมืองสรวง | 9       | 5.058  |  |